# Судурланд
Судурланд (ісл. Suðurland) — один з 8 регіонів Ісландії, розташований у її південній частині. Площа — 24 690 км². Чисельність населення — 24 176 осіб (на 1 грудня 2008 року). Щільність населення 0,979 чол./км². Адміністративний центр — місто Сельфосс, що розташоване в муніципалітеті Аурборг.

## Адміністративний поділ
Адміністративно регіон Судурланд підрозділяється на 3 сісли й 2 «вільні громади».
Сісли:
- Вестур-Скафтафельссісла. Площа становить 7701 км². Адміністративний центр — містечко Вік і Мірдал
- Раунгарвалласісла. Площа становить 7971 км². Адміністративний центр — Хвольсведлюр
- Аурнессісла. Площа становить 8287 км². Адміністративний центр — Сельфосс.

«Вільні громади»:
- Vestmannaeyjabær. Населення 4086 чол. Площа становить 17 км². Адміністративний центр — Вестманнаеяр(інші мови)
- Sveitarfélagið Árborg. Населення 7922 чол. Площа становить 158 км². Адміністративний центр — Сельфосс

Муніципалітетів 14:

В Вестур-Скафтафельссіслі:
- Mýrdalshreppur
- Skaftárhreppur

В Раунгарвалласіслі:
- Ásahreppur
- Rangárþing eystra
- Rangárþing ytra

В Аурнессіслі:
- Bláskógabyggð
- Flóahreppur
- Grímsnes- og Grafningshreppur
- Hrunamannahreppur
- Hveragerðisbær
- Skeiða- og Gnúpverjahreppur
- Sveitarfélagið Árborg
- Sveitarfélagið Ölfus

а також муніципалітет Вестманнаейяр.

## Населення
| Рік  | Населення | Відсоток від загального населення Ісландії |
| ---- | --------- | ------------------------------------------ |
| 1920 | 13 785    | 14,60 %                                    |
| 1930 | 13 694    | 12,61 %                                    |
| 1940 | 13 555    | 11,15 %                                    |
| 1950 | 13 826    | 9,58 %                                     |
| 1960 | 16 018    | 8,94 %                                     |
| 1970 | 18 052    | 8,82 %                                     |
| 1980 | 19 637    | 8,49 %                                     |
| 1990 | 20 402    | 7,92 %                                     |
| 2000 | 21 119    | 7,41 %                                     |
| 2010 | 23 879    | 7,52 %                                     |

## Відомі особистості
В поселенні народився:
- Ейнар Йонссон (1874—1954) — ісландський скульптор.